# Далибор Солдатић (професор)
Далибор Солдатић (Буенос Аирес, 17. јун 1947) српски је лингвиста, филолог-хиспаниста, преводилац, професор универзитета и својевремени југословенски дипломата. Шеф је катедре за Иберијске студије Филолошког факултета у Београду, као и проректор за међународну сарадњу Универзитета у Београду.
Између осталог, преводио је дела Хорхеа Луиса Борхеса на српски и Милорада Павића на шпански језик.

## Биографија
Рођен је 17. јуна 1947. године у Буенос Аиресу (Аргентина). Син је југословенског амбасадора истог имена и презимена. Основну школу и гимназију похађао је у Сплиту, Београду и Мексику.
Дипломирао је шпански језик и књижевност на Националном Аутономном Универзитету у Мексику (УНАМ). Магистрирао на истом универзитету, одбранивши рад под насловом La nostalgia en la obra poética de Rafael Alberti. Докторирао 1984. године са докторском дисертацијом под насловом Теорија романа Марија Варгас Љосе.
Асистент-приправник за шпански језик и књижевност на Филолошком факултету Универзитета у Београду постао је 1970. године, прошао је сва академска звања и 2012. је изабран за редовног професора.

## Дипломатска каријера
- 1989. године прелази на рад у Савезни секретаријат за иностране послове и преузима дужност заменика начелника Управе за информације и културу.
- Од септембра 1990. године до јуна 1992. године, саветник за штампу у Амбасади СФРЈ у Риму.
- Од јуна 1992. године до јуна 1993. године, отправник послова у Амбасади СРЈ у Риму.

## Дела

### Студије
- Шпанска књижевност I, 1985.
- Прилози за теорију новог хиспаноамеричког романа, 2002.
- Свет хиспанистике: увод у студије, 2011.

### Преводи на српски
- Хорхе Луис Борхес, Пешчана књига, 2002.
- Хесус Фереро, Белвер Јин, 2006.
- Гонсало Торенте Баљестер, Хроника о запањеном краљу, 2006.[2]
- Рамон Х. Сендер, Агире, гнев божји. Еквиноцијална пустоловина Лопеа де Агиреа, 2006.[3]
- Лусија Ечеварија, Љубав, знатижеља, Прозак и сумње, 2007.
- Хуан Гојтисоло, Знаци идентитета, 2009.
- Бенито Перес Галдос, Разбаштињена, 2012.

### Преводи на шпански
- (1989).